# رود نینا
رود نینا (به انگلیسی: Nina River) رودی است که در کنتربری، نیوزیلند در جزیره جنوبی نیوزیلند قرار دارد و به رود بویل می‌ریزد.